# Seebach (Baden-Württemberg)
Seebach è un comune tedesco di 1 436 abitanti, situato nel land del Baden-Württemberg.